# Том и Джерри
«Том и Дже́рри» (англ. Tom and Jerry) — серия мультфильмов, созданная американскими аниматорами Уильямом Ханной и Джозефом Барберой.
В сюжетной линии каждой части изображено (с элементами лёгкой житейской сатиры) соперничество главных героев — кота Тома и мышонка Джерри. Пилотный выпуск проекта «Кот получает пинка» вышел на экраны 10 февраля 1940 года. После успеха дуэт Ханна-Барбера написал сценарий ещё к 113 сериям, которые демонстрировались в кинотеатрах перед показом полнометражных фильмов до 1958 года. После закрытия мультипликационного отделения Metro-Goldwyn-Mayer, начиная с 1960-х годов, мультфильм создавался на студиях Rembrandt Films и MGM Animation/Visual Arts (которая также известна как Sib Tower 12 Productions) под руководством Джина Дейча и Чака Джонса соответственно.
С 1970-х годов спин-оффы с участием кота Тома и мышонка Джерри создавались компаниями Hanna-Barbera и Filmation. В 1992 году в кинотеатрах был показан первый полнометражный мультфильм с одноимённым названием, где главные герои озвучены и разговаривают на протяжении всей ленты. Позже создатели решили вернуться к стилю первых эпизодов, выпустив короткометражные эпизоды «Особняк Кота» и «Карате-гвардия». На сегодняшний день правами на мультсериал владеет компания Warner Bros..
«Том и Джерри» быстро получил признание со стороны зрителей и обрёл популярность во всём мире. Известность мультфильм в том числе получил благодаря жестокости и насилию. Нередко в короткометражных сериях показываются моменты со взрывами, разрезание героев и даже смерть, однако бо́льшая часть моментов происходит без крови, и главные герои уже к следующему выпуску вновь оказываются живы. Несмотря на различную критику, мультсериал в итоге стал культовым и за всю историю существования он получил 7 премий «Оскар» за лучший анимационный короткометражный фильм.

## Сюжет
Домашний кот Том пытается всеми усилиями поймать мышонка Джерри, но ему это почти никогда не удаётся. Локации мультсериала регулярно меняются, Том живёт в разных домах и у разных хозяев, при этом Джерри всегда оказывался там же. В некоторых случаях персонажи могут жить на необитаемом острове, плавать на круизных кораблях, отдыхать на пляже, летать в космос и т. д., однако и там их противостояние продолжается. Тем не менее в некоторых сериях персонажи довольно мирно уживаются между собой и могут помогать друг другу в самый трудный момент.
У главных героев есть свои враги и друзья. Например, над Томом часто шутят уличный кот Бутч, дворовой пёс Спайк и его сын, щенок Тайк, а помогают в проделках Джерри его племянник, маленький мышонок по имени Нибблз (Таффи), утёнок Крякер и канарейка, а в одной серии у Джерри есть кузен-силач, при виде которого все коты разбегаются кто куда. В большинстве эпизодов персонажи не разговаривают: всё это сведено к крикам боли или нервным сглатываниям, однако в некоторых случаях присутствует полноценный, хотя и короткий диалог.
Большую роль в короткометражных фильмах играет музыкальное сопровождение: оно старается передать чувства и эмоции того или иного героя. Особенно выделяется роль композитора Скотта Брэдли. Он, объединив элементы джаза и классической музыки, создал сложные и оригинальные партитуры.

## История
В конце 1930-х годов мультипликационное отделение Metro-Goldwyn-Mayer из-за плохого проката мультфильмов переживало упадок. Продюсер и глава подразделения Рудольф Айзинг искал новый образ персонажей для нового проекта, который мог бы конкурировать с Микки Маусом и Багзом Банни. Данное задание он поручил аниматорам Уильяму Ханне и Джозефу Барбере. У обоих сотрудников был накоплен большой опыт в создании мультфильмов: Ханна работал над анимационными сериалами «Весёлые мелодии» и «Луни Тюнз», а Барбера был художником в компании Van Beuren Studios. Они хотели создать короткометражный фильм о конфликте между котом и мышью, но этот концепт не устраивал многих сотрудников, считавших данную идею не очень оригинальной.

### 1940—1958
Несмотря на возражения, команда в 1940 году создала пилотный выпуск «Кот получает пинка», где показывается погоня кота Джаспера за маленьким мышонком. Данный эпизод был номинирован на премию «Оскар», но не получил её.
Данный выпуск привлёк внимание большого количества зрителей, и продюсер Фред Куимби предложил Ханне и Барбере продолжать создавать мультфильм в том же духе, освободив их перед этим от должности режиссёров в малозначительных проектах. Аниматоры согласились с данным решением, но перед этим сотрудники провели между своими работниками из MGM конкурс по поводу новых имён главных героев. Победу одержал Джон Карр, предложивший назвать кота и мышонка Томом и Джерри соответственно. В 1941 году в кинотеатрах был показан второй эпизод мультсериала, получивший название «Полуночная трапеза». Джозеф Барбера создавал истории для будущих серий, а Уильям Ханна участвовал в творческих и технических аспектах производства. Художниками-мультипликаторами выступили Кеннет Мьюс, Ирвен Спенс, Рэй Паттерсон, Эд Бардж и Майкл Ла. Персонажей озвучивали сам Уильям Ханна, Доуз Батлер, Лиллиан Рэндольф и Рэджинальд Коффи. На письма фанатам мультфильма отвечал ещё неизвестный никому актёр Джек Николсон. Каждый эпизод о коте и мышонке стоил MGM 40 тысяч долларов.
Дуэт Ханна-Барбера за 17 лет создал 116 выпусков о коте и мышонке (вместе с 2 ответвлениями о собаке по имени Спайк и его маленьком сыне Тайке), 7 из которых получили премию «Оскар» в категории «Лучший короткометражный мультфильм». Благодаря наградам «Том и Джерри» стал популярен и приобрёл известность. Однако с начала 1950-х годов бюджет мультфильмов начал уменьшаться, а кассовые сборы сокращались. При этом ремейки и трансляции по телевидению старых эпизодов (многие из них после реставрации получили новые начальные заставки и титры вместо оригинальных) стали приносить больше дохода, чем создание новых выпусков. По этой причине мультипликационный отдел MGM был закрыт в 1957 году, а бо́льшая часть его сотрудников перешла в компанию Hanna-Barbera.

### 1961—1962
После закрытия мультипликационного отделения руководители из MGM решили вновь восстановить мультсериал и поручили чехословацкой студии Rembrandt Films создать 13 эпизодов о Томе и Джерри. Продюсировал данные короткометражные мультфильмы основатель компании Уильям Снайдер; режиссёром выступил аниматор Джин Дейч; сценарий создавал Эли Бауэр; ведущими аниматорами были Лю Гарниер и Гари Муни; композитором стал Стефан Коничек; актёр Аллен Свифт озвучил всех персонажей. По словам самого Джина Дейча, в создании новых короткометражных мультфильмов помогали даже аниматоры из бывшего мультипликационного отделения MGM. Однако, так как Rembrandt Films была расположена за «железным занавесом», создатели специально в титрах изменяли свои имена и фамилии: например, композитору Стефану Коничеку поменяли имя на Стивен, а Вацлав Лидл был указан как Виктор Литтл.
По словам режиссёра, руководство Metro-Goldwyn-Mayer показало команде несколько эпизодов мультсериала, созданных Уильямом Ханной и Джозефом Барберой, и отводило на создание каждой серии 10 тысяч долларов. Маленький бюджет сказался на качестве серий: жестикуляция персонажей выполнялась на высокой скорости, а разрывистая анимация являла зрителям размытые тяжёлые пятна. Звуковое сопровождение было представлено странной музыкой с футуристическими эффектами — которые к середине десятилетия станут отличительной чертой чехословацкой анимации, но продукт американской анимации «Том и Джерри» это делало во многом странным и необычным. Многие критики и фанаты считают данные серии наихудшими за всю историю мультсериала.
Однако серии, созданные Rembrandt Films, оказались коммерчески успешными и выпускались до 1962 года. Причиной прекращения создания новых серий стало увольнение руководителя MGM Джозефа Фогеля, давшего согласие на восстановление франшизы. Данные выпуски не раз показывались по телевидению и переиздавались на различных носителях.

### 1963—1967
Следующие 34 эпизода мультсериала выпускались компанией Чака Джонса Sib Tower 12 Productions (которая позже была переименована в Visual Arts) с 1963 по 1967 год. В данных короткометражных сериях основное внимание уделялось юмору. Кроме того, был изменён дизайн главных героев: коту Тому изменили брови, толщина которых была увеличена, изменили цвет меха на серый, его уши приобрели острую форму, а хвост стал более длинным; мышонку Джерри художники изменили размер глаз и ушей, а также поменяли цвет шерсти на шоколадный. Данные изменения были положительно оценены зрителями, которые сочли данные эпизоды лучшими, чем у Джина Дейча. Особой похвалы удостоилась пародия на заставку компании MGM, в которой кот Том изображал рычание льва Лео.
Начиная с 1960-х годов, мультфильмы про кота Тома и мышонка Джерри, созданные Ханной и Барберой, стали часто появляться на телевидении. Однако данные выпуски по причине «политкорректности» были переделаны, или спорные фрагменты вырезались командой Чака Джонса. Наиболее важным изменением стала смена хозяйки Тома — Мамочки-Две-Тапочки, которая была заменена на молодую ирландку и переозвучена актрисой Джун Форей. Однако позже от данной версии отказались; вскоре Мамочку-Две-Тапочки оставили, но она была озвучена Тией Видейл. Это было сделано для того, чтобы убрать стереотипный голос афроамериканцев.

### 1975 — настоящее время
В 1975 году права на мультфильм вновь вернули его создателям — Уильяму Ханне и Джозефу Барбере. Благодаря этому на ABC состоялась премьера анимационного телесериала «Шоу Тома и Джерри». Сюжетная линия каждого эпизода выполнена в более смягчённом и ненасильственном формате: теперь дуэт главных героев не враждует, а, напротив, становится лучшими друзьями. Всего было показано 16 эпизодов, каждый из которых разделён на 3 части.
С 1980 по 1982 год на телеканале CBS был показан мультфильм «Том и Джерри. Комедийное шоу», созданный студиями Filmation и MGM Television. Данный мультсериал создан в жанре буффонады, а сюжет стал во многом близок к старым эпизодам MGM. Кроме Тома и Джерри, главную роль в сериях играют псы Друпи и Спайк, а также медведь Барни из одноимённого мультфильма.
В 1986 году компания Turner Entertainment (позднее известная как Warner Bros.) приобрела в собственность студию Hanna-Barbera, хотя MGM в течение нескольких лет ещё распространяла видеокассеты и оптические диски с записями «Тома и Джерри». Через 4 года состоялся выход мультсериала «Том и Джерри. Детские годы», рассказывающий о приключениях Тома и Джерри в детстве. Он транслировался на канале Fox Kids, всего было показано 4 сезона. После смерти Уильяма Ханны в 2001 году студия Hanna-Barbera была объединена с анимационным отделением Warner Bros., а часть сотрудников продолжала работать над своими проектами. Джозеф Барбера принимал участие в создании короткометражных фильмов «Особняк Кота» и «Карате-гвардия».
C 1980-х годов все эпизоды мультфильмов выпускаются компаниями Metro-Goldwyn-Mayer и Warner. Bros на видеокассетах VHS, LaserDisc, DVD и Blu-ray.

## Состав

### Мультфильмы
На протяжении 80-летней истории франшизы различными студиями было создано в общей сложности 163 короткометражных эпизода о приключениях Тома и Джерри, а также 5 мультсериалов и 19 ремейков старых выпусков, снятых в формате «Синемаскоп». Кроме того, Уильям Ханна и Джозеф Барбера в 1957 году создали 2 серии мультфильма «Спайк и Тайк», сюжет которых не связан с «Томом и Джерри».
Большинство мультфильмов с внесёнными в них незначительными коррективами были переизданы в сборниках Tom and Jerry Spotlight Collection, Tom and Jerry Golden Collection, Tom and Jerry The Chuck Jones Collection и Tom and Jerry Gene Deitch Collection.

### Полнометражные фильмы и мультфильмы
Первым полнометражным мультфильмом стал фильм Фила Романа «Том и Джерри», созданный компаниями Turner Pictures и Film Roman. Его премьера состоялась в октябре 1992 года. Джозеф Барбера, один из создателей серии, консультировал аниматоров и предлагал идеи для сюжета. По сюжету главные герои собираются переехать вместе со своими хозяевами в новый дом, но не успевают за машиной с вещами. Они долгое время блуждали, пока не встретили девочку-сиротку Робин Старлинг. Её отец погиб в Тибете под лавиной, а мама скончалась, когда девочка была совсем маленькой. Однако героиня узнаёт, что её отец всё ещё жив и возвращается домой на личном самолёте. Теперь кот, мышь и сирота собираются найти отца Робин. После выхода фильм получил негативные отзывы; критика в основном касалась сюжета и диалогов. В итоге первый полнометражный мультфильм собрал в США лишь 3,5 миллиона долларов кассовых сборов.
Последующие фильмы с участием Тома и Джерри создавались Warner Bros., которая после закрытия студии Hanna-Barbera в марте 2001 года приобрела права на серию. Через год на видеоносителях был издан мультфильм «Волшебное кольцо». В истории рассказывается о приключениях Джерри, у которого на голове застряло кольцо волшебника-хозяина Тома. Этот проект был создан после смерти Уильяма Ханны, который тем не менее выступил исполнительным продюсером и был указан в титрах.
В 2005 году состоялся выход сразу двух мультфильмов — «Полёт на Марс» и «Быстрый и пушистый». Режиссёром обоих проектов стал Билл Копп. Через год состоялся показ полнометражного мультфильма «Трепещи, Усатый!», где главные герои выступают в роли пиратов и занимаются поиском клада на необитаемом острове.
Начиная с 2007 года, созданием мультфильмов занимались режиссёры и продюсеры Спайк Брандт и Тони Червоне. Под их руководством в прокат вышли 6 фильмов: «История о Щелкунчике», являющаяся адаптацией одноимённого балета П. И. Чайковского; «Шерлок Холмс», рассказывающий о пропажах драгоценностей в Лондоне; «Волшебник из страны Оз», основанный на сюжете «Волшебника страны Оз»; «Робин Гуд и Мышь-Весельчак», сюжет которого основан на балладе о Робине Гуде, «Гигантское приключение» и «Потерянный дракон».
В 2021 году состоялся выход одноимённого полнометражного фильма Тима Стори. Идея о создании картины, которая совмещает в себе анимированных персонажей и живых актёров, появилась ещё в 2009 году после успеха фильма «Элвин и бурундуки». Продюсировать «Тома и Джерри» должен был Дэн Лин, а написание сценария хотели поручить Эрику Гравнингу. Изначально сюжет фильма должен был повествовать о том, как главные герои оказались в Чикаго, где им пришлось неохотно работать вместе, чтобы найти дорогу домой. В итоге сюжет картины получился о том, как молодая девушка по имени Кайла обманным путём устроилась на работу в модный отель Нью-Йорка, где должна пройти свадьба самой стильной пары города. Через некоторое время Кайла выясняет, что в здании есть мышь по имени Джерри. Девушка решает нанять кота Тома, чтобы тот избавился от Джерри, тем самым сохранив репутацию отеля. Роль Кайлы в фильме исполнила Хлоя Грейс Морец. «Том и Джерри» получил в основном негативные отзывы критиков, зрители же были более благосклонны. Мировые кассовые сборы фильма составили более 136,5 миллионов долларов.

### Музыкальный альбом
В 2006 году лейблом Film Score Monthly был выпущен альбом Tom and Jerry and Tex Avery Too! Volume 1: The 1950s. На двух компакт-дисках содержится музыка, созданная Скоттом Брэдли для мультфильмов «Том и Джерри» и «Друпи». Саундтрек включает в себя всего 25 песен.

#### Список композиций
| №                   | Название                               | Длительность |
| ------------------- | -------------------------------------- | ------------ |
| 1.                  | «Touche', Pussy Cat! (1954, T&J)»      | 6:26         |
| 2.                  | «That's My Mommy (1955, T&J)»          | 6:07         |
| 3.                  | «Deputy Droopy (1955, Tex Avery)»      | 5:36         |
| 4.                  | «Blue Cat Blues (1956, T&J)»           | 7:09         |
| 5.                  | «T.V. of Tomorrow (1953, Tex Avery)»   | 7:30         |
| 6.                  | «Busy Buddies (1956. T&J)»             | 6:03         |
| 7.                  | «Mouse for Sale (1955, T&J)»           | 6:49         |
| 8.                  | «Neapolitan Mouse (1954, T&J)»         | 7:11         |
| 9.                  | «Dixieland Droopy (1954, Tex Avery)»   | 7:32         |
| 10.                 | «Give and Tyke (1957, Spike and Tyke)» | 6:13         |
| 11.                 | «Happy Go Ducky (1958, T&J)»           | 5:57         |
| 12.                 | «Little Johnny Jet (1952, Tex Avery)»  | 7:02         |
| Общая длительность: | Общая длительность:                    | 79:35        |

| №                   | Название                               | Длительность |
| ------------------- | -------------------------------------- | ------------ |
| 1.                  | «Field and Scream (1955, Tex Avery)»   | 5:52         |
| 2.                  | «Pecos Pest (1955, T&J)»               | 6:06         |
| 3.                  | «Billy Boy (1954, Tex Avery)»          | 5:52         |
| 4.                  | «Downbeat Bear (1956, T&J)»            | 5:39         |
| 5.                  | «Pet Peeve (1954, T&J)»                | 5:45         |
| 6.                  | «Tom and Chérie (1955, T&J)»           | 6:22         |
| 7.                  | «Cellbound (1956, Tex Avery)»          | 5:19         |
| 8.                  | «Downhearted Duckling (1954, T&J)»     | 6:07         |
| 9.                  | «Scat Cats (1957, Spike and Tyke)»     | 6:29         |
| 10.                 | «Homesteader Droopy (1954, Tex Avery)» | 6:12         |
| 11.                 | «Barbeque Brawl (1956, T&J)»           | 6:59         |
| 12.                 | «Tot Watchers (1958, T&J)»             | 6:08         |
| Общая длительность: | Общая длительность:                    | 79:17        |

### Товары и прочая продукция
В связи с большой популярностью продукции Том и Джерри появились в комиксах; первый номер с их участием вышел в 1942 году как часть комиксов Our Gang Comics, сюжет которых является адаптацией телесериала «Пострелята». Позднее название комиксов было заменено на «Комиксы Тома и Джерри». Журнал продолжает выходить в разных странах до сих пор. Кроме комиксов, различными издательствами был создан ряд видеоигр для консолей Nintendo Entertainment System, Super NES, Sega Master System, Sega Genesis, Nintendo 64, PlayStation 2, Xbox, Nintendo GameCube и т. д. Различными товаропроизводителями до сих пор выпускаются отдельные виды продуктов питания с изображением главных героев, а также плюшевые игрушки и различные сувениры.

## Отзывы и влияние
Приключения кота Тома и мышонка Джерри приобрели мировую известность и запомнились зрителям прежде всего хорошей прорисовкой героев и фонов, сюжетными линиями и музыкальным сопровождением. 7 эпизодов были удостоены премии «Оскар». Однако мультфильм также стал известен из-за наличия сцен насилия и жестокости, а также из-за демонстрации вредных привычек и стереотипов в отношении других национальностей, что не раз вызывало нарекания со стороны журналистов и родителей маленьких детей. Однако сам Уильям Ханна не был согласен с этими мнениями; он считал, что вся его работа (в том числе и «Том и Джерри») была направлена на создание дружной атмосферы между главными героями и помогала детям совершать правильные поступки. Журналист The Independent Том Вэлланс, создавая статью про Уильяма Ханну, писал, что большинство эпизодов — «шедевры анимации». Он позднее также вспомнил о роли мышонка Джерри в мюзикле «Поднять якоря». По его словам, этот музыкальный фильм — лучший пример «восхитительного сочетания живых актёров и анимации». Критики из MADtv похвалили короткометражные фильмы за комедийные истории, которые, по их словам, оказали влияние на последующие мультфильмы других мультипликационных компаний.
Многие критики и фанаты считают мультфильмы студии Rembrandt Films наихудшими за всю историю мультсериала. Тем не менее Джин Дейч не раз защищал данную работу, заявляя, что многие люди не поняли особенности чешской мультипликации, и не любил «Том и Джерри» за насилие и жестокость. Эпизоды, созданные Чаком Джонсом, были оценены зрителями лучше, чем работы чехословацкого режиссёра Джина Дейча.
Ответвления мультсериала и отдельные кинофильмы, созданные Hanna-Barbera и Filmation, получили менее восторженные отзывы. В основном критика шла в сторону проектов, таких как «Шоу Тома и Джерри» и «Том и Джерри. Комедийное шоу», где в качестве недостатков отмечали слабый сюжет данных эпизодов. Журналист Том Вэлланс, создавая статью про Джозефа Барберу, отметил, что, кроме историй, недостатков у мультфильмов Hanna-Barbera было много, например, аниматоры часто использовали ограниченную анимацию, чтобы снизить затраты на производство. Однако при жизни сам Барбера ещё говорил, что без данной техники многие их проекты не были бы показаны по телевидению по причине больших расходов, и пришлось, по его словам, искать новую работу.
Сайт IGN поставил данную медиафраншизу на 66 место в списке «100 лучших анимационных шоу». В 2000 году журнал Time назвал мультсериал «Том и Джерри» одним из величайших телевизионных шоу всех времён.

### Награды и номинации
| Год  | Премия                                        | Категория                                  | Лауреат или номинант           | Итог      |               |
| ---- | --------------------------------------------- | ------------------------------------------ | ------------------------------ | --------- | ------------- |
| 1941 | 13-я церемония награждения кинопремии «Оскар» | Лучший анимационный короткометражный фильм | «Кот получает пинка»           | Номинация | [ 68 ] [ 69 ] |
| 1942 | 14-я церемония награждения кинопремии «Оскар» | Лучший анимационный короткометражный фильм | «Ночь перед Рождеством»        | Номинация | [ 68 ] [ 69 ] |
| 1943 | 15-я церемония награждения кинопремии «Оскар» | Лучший анимационный короткометражный фильм | «Звёздно-полосатая мышь»       | Победа    | [ 68 ] [ 69 ] |
| 1944 | 16-я церемония награждения кинопремии «Оскар» | Лучший анимационный короткометражный фильм | «Мышиные неприятности»         | Победа    | [ 68 ] [ 69 ] |
| 1945 | 17-я церемония награждения кинопремии «Оскар» | Лучший анимационный короткометражный фильм | «Соблюдайте тишину!»           | Победа    | [ 68 ] [ 69 ] |
| 1946 | 18-я церемония награждения кинопремии «Оскар» | Лучший анимационный короткометражный фильм | «Кошачий концерт»              | Победа    | [ 68 ] [ 69 ] |
| 1947 | 19-я церемония награждения кинопремии «Оскар» | Лучший анимационный короткометражный фильм | «Доктор Джекилл и Мистер Мышь» | Номинация | [ 68 ] [ 69 ] |
| 1948 | 20-я церемония награждения кинопремии «Оскар» | Лучший анимационный короткометражный фильм | «Маленький сиротка»            | Победа    | [ 68 ] [ 69 ] |
| 1949 | 21-я церемония награждения кинопремии «Оскар» | Лучший анимационный короткометражный фильм | «Высиживай свои неприятности»  | Номинация | [ 68 ] [ 69 ] |
| 1950 | 22-я церемония награждения кинопремии «Оскар» | Лучший анимационный короткометражный фильм | «Кузен Джерри»                 | Номинация | [ 68 ] [ 69 ] |
| 1952 | 24-я церемония награждения кинопремии «Оскар» | Лучший анимационный короткометражный фильм | «Два мышкетёра»                | Победа    | [ 68 ] [ 69 ] |
| 1953 | 25-я церемония награждения кинопремии «Оскар» | Лучший анимационный короткометражный фильм | «Мышонок Иоганн»               | Победа    | [ 68 ] [ 69 ] |
| 1954 | 26-я церемония награждения кинопремии «Оскар» | Лучший анимационный короткометражный фильм | «Туше, месье Кот!»             | Номинация | [ 68 ] [ 69 ] |

### Значение в индустрии и массовой культуре
«Том и Джерри» не раз пародировались в других мультсериалах, например, в «Симпсонах», где короткометражными эпизодами показывалась программа «Шоу Щекотки и Царапки», сюжет которой повествует о погоне кота за мышью. Джерри был показан в музыкальном фильме «Поднять якоря», где он танцевал с Джином Келли. Данная сцена появилась в эпизоде «Гриффинов» «Дорога к Руперту», где мышонок был заменён на Стьюи Гриффина. В другом большом экранном мюзикле, «Dangerous When Wet», главные герои плавали вместе с Эстер Уильямс. Продюсер Стивен Спилберг также планировал включить Тома и Джерри в основную сюжетную линию фильма «Кто подставил кролика Роджера», но он не смог договориться с компанией-правообладателем Turner Entertainment; однако, несмотря на это, в фильме в качестве камео появились псы Спайк и Друпи. В 2004 году писатель Стивен Миллхаузер создал короткий рассказ под названием «Мышь и Кот» (англ. Cat 'n' Mouse), где дуэт противостоит друг другу и устраивает пакости.
Кроме пародий, название «Том и Джерри» стало синонимом метафоры «игра в кошки-мышки».
Джонни Ноксвилл из «Чудаков» отметил, что бо́льшая часть трюков в кинофильмах заимствована из данной серии мультфильмов.

## Критика
Как и в других мультфильмах прошлого столетия, в «Томе и Джерри» присутствуют и демонстрируются расовые стереотипы. Они возникают, например, во время взрывов, после которых лица персонажей окрашиваются в грязный чёрный цвет, увеличиваются губы и появляются «косички». Однако самым спорным элементом в шоу является появление Мамочки-Две-Тапочки, афроамериканской домохозяйки Тома, которая говорит со стереотипным «чёрным акцентом» и боится грызунов. Джозеф Барбера, ответственный за сюжетные линии, утверждал, что шутки в «Томе и Джерри» отражают не его расовые предпочтения, а атмосферу 40-х годов прошлого столетия, когда эта проблема замалчивалась в мультфильмах. Тем не менее такие стереотипы, по мнению зрителей, сейчас являются расистскими, и большинство из них в настоящее время были вырезаны или не показываются на телевидении. Однако по телевизору нередко показывали оригинальные серии без цензуры, но в большинстве случаев для ухода от стереотипов Мамочка-Два-Тапочка была переозвучена другой актрисой, говорящей с ирландским акцентом.
В сборнике «Spotlight Collection» актриса Вупи Голдберг предупреждает зрителей о потенциально оскорбительных материалах, присутствующих в мультфильмах, и подчёркивает, что они были «неправильными ранее, они неправильны и сегодня». Такой отказ от ответственности также используется в «Tom and Jerry Golden Collection: Volume 1»:

Мультфильмы, которые вы готовы смотреть, являются продуктами своего времени. Они могут изображать некоторые этнические и расовые предрассудки, которые были обычным явлением в обществе США. Эти изображения были неправильными в то время, они неправильны и сегодня. Хотя сейчас они не отражают мнение современного общества и Warner Bros., эти мультфильмы в настоящее время представлены такими, какими они были первоначально созданы, потому что поступить иначе было всё равно, что утверждать, что этих предрассудков никогда не существовало.
Оригинальный текст (англ.)The cartoons you are about to see are products of their time. They may depict some of the ethnic and racial prejudices that were commonplace in the U.S society. These depictions were wrong then and they are wrong today. While the following does not represent the Warner Bros. view of today’s society, these cartoons are being presented as they were originally created, because to do otherwise would be the same as claiming that these prejudices never existed.

Особое внимание зрителей вызывало курение персонажей, которое, по их словам, пропагандирует эту вредную привычку среди детей. Однако этот вопрос особо не затрагивался вплоть до 2006 года, когда британский канал Boomerang начал вырезать кадры со сценами курения. Но такая практика применялась не всеми; комиссия OFCOM постановила, что такие моменты можно не подвергать цензуре, а лишь их немного отредактировать.

## Трансляция мультфильма за пределами США
Благодаря небольшой доле диалогов в хронометраже «Том и Джерри» был переведён на множество языков. Мультфильм начали показывать в большинстве стран мира в середине 1960-х годов и показывают по каналам до сих пор. В Европе, как и в США, часть эпизодов была подвергнута цензуре: были вырезаны моменты с Томом, где тот курит сигареты, а Мамочка-Два-Тапочка была передублирована.
Впервые в СССР «Том и Джерри» был показан на Центральном телевидении в 1970-е гг. (правда, всего несколько серий). Большую популярность на территории СССР и социалистических стран «Том и Джерри» обрёл в 1980-х — начале 1990-х годов, когда были широко распространены домашние видеомагнитофоны и пиратские кассеты. Нередко переводы были одноголосыми (порой перевод вообще отсутствовал), а качество изображения было от низкого до среднего. В 1990-е гг. в России мультфильм также показывался по кабельному телевидению, по каналу ТВ-6, совладельцем которого был американский медиамагнат Тед Тёрнер, а также по Cartoon Network.
Мультфильм также набирает интерес в Японии и часто транслируется по телевидению. В 2005 году каналом TV Asahi был проведён опрос среди людей в возрасте от 20 до 60 лет. По мнению людей, «Том и Джерри» был назван лучшей анимацией всех времён, являясь единственным мультфильмом, созданным не японской студией.